# Lellingeria flagellipinnata
Lellingeria flagellipinnata är en stensöteväxtart som beskrevs av M. Kessler och A. R. Sm. Lellingeria flagellipinnata ingår i släktet Lellingeria och familjen Polypodiaceae. Inga underarter finns listade.